# Gare de Saillat-Chassenon
Gare de Saillat-Chassenon vasútállomás Franciaországban, Saillat-sur-Vienne településen.

## Vasútvonalak
Az állomást az alábbi vasútvonalak érintik:
- Limoges-Bénédictins-Angoulême-vasútvonal
- Saillat-sur-Vienne-Bussière-Galant-vasútvonal

## Kapcsolódó állomások
A vasútállomáshoz az alábbi állomások vannak a legközelebb:
- Gare de Chabanais
- Gare de Saint-Junien